# Pierre Gaspard-Huit
Pierre Gaspard-Huit, nato Jean Michel Pierre Gaspard-Huit (Libourne, 29 novembre 1917 – Parigi, 1º maggio 2017), è stato uno sceneggiatore e regista francese.

## Filmografia

### Regia

#### Cinema
- Coeur de France - cortometraggio documentario (1946)
- La Vie dramatique de Maurice Utrillo - cortometraggio (1949)
- L'Herbe à la Reyne - cortometraggio (1951)
- La fugue de Monsieur Perle (1952)
- Le Coeur frivole ou La galante comédie - cortometraggio (1953)
- Le palais du Luxembourg - cortometraggio documentario (1953)
- La Marche glorieuse, co-regia di William Magnin - documentario (1954)
- Sofia e il delitto (Sophie et le crime) (1955)
- Paris canaille (1956)
- La sposa troppo bella (La mariée est trop belle) (1956)
- Le lavandaie del Portogallo (Las lavanderas de Portugal) (1957)
- L'amante pura (Christine) (1958)
- Capitan Fracassa (Le Capitaine Fracasse) (1961)
- La schiava di Bagdad (Shéhérazade) (1963)
- Spionaggio a Gibilterra (Gibraltar) (1964)
- Vicky... Cover Girl (À belles dents) (1966)

#### Televisione
- Die Lederstrumpferzählungen – miniserie TV, 2 puntate (1969)
- Il tesoro del castello senza nome (Les Galapiats) – miniserie TV, 8 puntate (1970)
- La Prairie – film TV (1971)
- Le Neveu d'Amérique – serie TV (1973)
- Paul e Virginie (Paul et Virginie) – serie TV (1974)